# 1st Chō Berryz
1st Chō Berryz (jap. 1st 超ベリーズ 1st Chō Berīzu; pl. Pierwsze super Berryz) – pierwszy album studyjny zespołu Berryz Kōbō, wydany 7 lipca 2004. Album osiągnął 18 pozycję w rankingu Oricon, sprzedał się w nakładzie 14 816 egzemplarzy.

## Lista utworów
| Nr  | Tytuł                                                                                            | Czas |
| --- | ------------------------------------------------------------------------------------------------ | ---- |
| 1.  | "Anata nashi de wa ikite yukenai" (jap. あなたなしでは生きてゆけない)                            |      |
| 2.  | "Piriri to yukō!" (jap. ピリリと行こう！)                                                        |      |
| 3.  | "Nicchoku ~Geinōjin no kaiwa~" (jap. 日直～芸能人の会話～)                                       |      |
| 4.  | " Fighting Pose wa date ja nai!" (jap. ファイティングポーズはダテじゃない！)                     |      |
| 5.  | "Koi wa hippari dako" (jap. 恋はひっぱりだこ)                                                    |      |
| 6.  | "Semi" (jap. 蝉)                                                                                 |      |
| 7.  | "Anshinkan" (jap. 安心感)                                                                        |      |
| 8.  | "Kozukai UP daisakusen" (jap. 小遣いUP大作戦)                                                    |      |
| 9.  | "TODAY IS MY BIRTHDAY"                                                                           |      |
| 10. | "Bye Bye Mata ne" (jap. Bye Bye またね)                                                          |      |
| 11. | "Anata nashi de wa ikite yukenai (FUNKY remix)" (jap. あなたなしでは生きてゆけない(FUNKY remix)) |      |
| 12. | "Hello! no theme (Berryz Kōbō Version)" (jap. Hello!のテーマ(Berryz工房 Version))                |      |